# Departamento de Boboye
Boboye es un departamento situado en la región de Dosso, de Níger. En diciembre de 2012 presentaba una población censada de 252 597 habitantes. Está formado por las siguientes comunas o municipios, que se muestran asimismo con población de diciembre de 2012:
- Birni N'Gaouré 52,566
- Fabidji 39,713
- Fakara 19,077
- Harikanassou 23,567
- Kankandi 16,565
- Kiota 25,282
- Koygolo 48,218
- N'Gonga 27,609[1]